# Cryptoerithus shadabi
Cryptoerithus shadabi är en spindelart som beskrevs av Norman I. Platnick och Baehr 2006. Cryptoerithus shadabi ingår i släktet Cryptoerithus och familjen Prodidomidae. Inga underarter finns listade i Catalogue of Life.